# Singapora fopingensis
Singapora fopingensis är en insektsart som beskrevs av Chou och Ma 1981. Singapora fopingensis ingår i släktet Singapora och familjen dvärgstritar. Inga underarter finns listade i Catalogue of Life.